# Mary Lowe Good
Pour les articles homonymes, voir Good.
Mary Lowe Good, née le 20 juin 1931 à Grapevine (Texas) et morte le 20 novembre 2019 à Little Rock (Arkansas), est une chimiste américaine.
Elle est chercheuse en chimie inorganique dans le cadre universitaire avant d'intégrer le secteur privé.

## Biographie

### Enfance et formation
Mary Lowe est née à Grapevine le 20 juin 1931,.
Son père est directeur d'une école locale et sa mère, enseignante et bibliothécaire. La famille déménage ensuite à Willisville, dans l'Arkansas, où Mary fréquente le lycée.

### Carrière
À l'âge de 19 ans, comme assistant de recherche sur l'énergie atomique, elle reçoit sa première autorisation du gouvernement au niveau Q (en). En 1952, elle épouse Bill Jewel Good, un autre étudiant de troisième cycle en physique. Mary Lowe Good obtient sa maîtrise en 1953 et son doctorat en 1955 à l'Université de l'Arkansas,,. Elle étudie l’iode 131 dans des solutions aqueuses (utilisé pour traiter les troubles de la thyroïde). Elle travaille sur des processus d'extraction liquide-liquide de complexe de coordination et décrit les propriétés chimiques et physiques d'espèces chimiques dans un solvant organique. Elle explique pourquoi les solutions d'iode radioactif sont instables et détermine la concentration à laquelle les espèces seraient à des valeurs d'équilibre en appliquant l'effet de l'équation de Nernst.
Good est sous-secrétaire à la Technologie au département du Commerce des États-Unis de 1993 à 1997 sous la présidence de Bill Clinton.

### Décès
Good est décédée chez elle à Little Rock, Arkansas, le 20 novembre 2019, à l'âge de 88 ans.

## Prix et récompenses
- 6e prix Heinz de technologie, d'économie et du travail (2000)[10],[11]
- Prix Vannevar Bush[12]
- Médaille Priestley 1997[13]
- Médaille Glenn T. Seaborg
- Agnes Fay Morgan Research Award
- Médaille Garvan-Olin[14], la médaille d'or Othmer[15]
- American Institute of Chemists Gold Medal
- The Delmer S. Fahrney Medal
- Médaille IRI de l'Institut de recherche industrielle 1991